# Melaleuca diosmifolia
Espèce
Classification phylogénétique
Melaleuca diosmifolia est une espèce de plantes à fleurs de la famille des Myrtaceae. C'est un arbuste originaire d'Australie.

## Description
- Pays d'origine : sud-ouest de l'Australie
- Habitat : zones marécageuses
- Catégorie : arbuste
- Croissance : lente
- Fleurs : blanches